# Heilig Hartbeeld (Ulestraten)
Het Heilig Hartbeeld is een standbeeld in de Nederlandse plaats Ulestraten, in de provincie Limburg.

## Achtergrond
Het Heilig Hartbeeld werd gemaakt door de Maastrichtse beeldhouwer Jean Weerts. Het monument is opgericht ter herinnering aan het inslaan van twee V2-raketten in Ulestraten in december 1944. Het werd in 1947 onthuld door burgemeester J.W. Janssen, waarna het werd ingezegend door kapelaan Vermeulen en pastoor Meys.

## Beschrijving
Centraal in een tien meter breed bordes is een staande steen opgericht, waarvoor een Christusfiguur ten voeten uit is afgebeeld. Christus houdt zijn linkerarm geheven en staat op een wolk. In de sokkel, verzorgd door Eugène Quanjel, is een afbeelding te zien van twee mannen, die waarschijnlijk verwijst naar de gelijkenis van de barmhartige Samaritaan. 
Op de rand van het bakstenen bordes is in ijzeren letters een opschrift aangebracht: 

IN MIJN ANGST EN KWELLINGEN - HEBBEN UW VERTROOSTINGEN MIJN ZIEL VERHEUGD

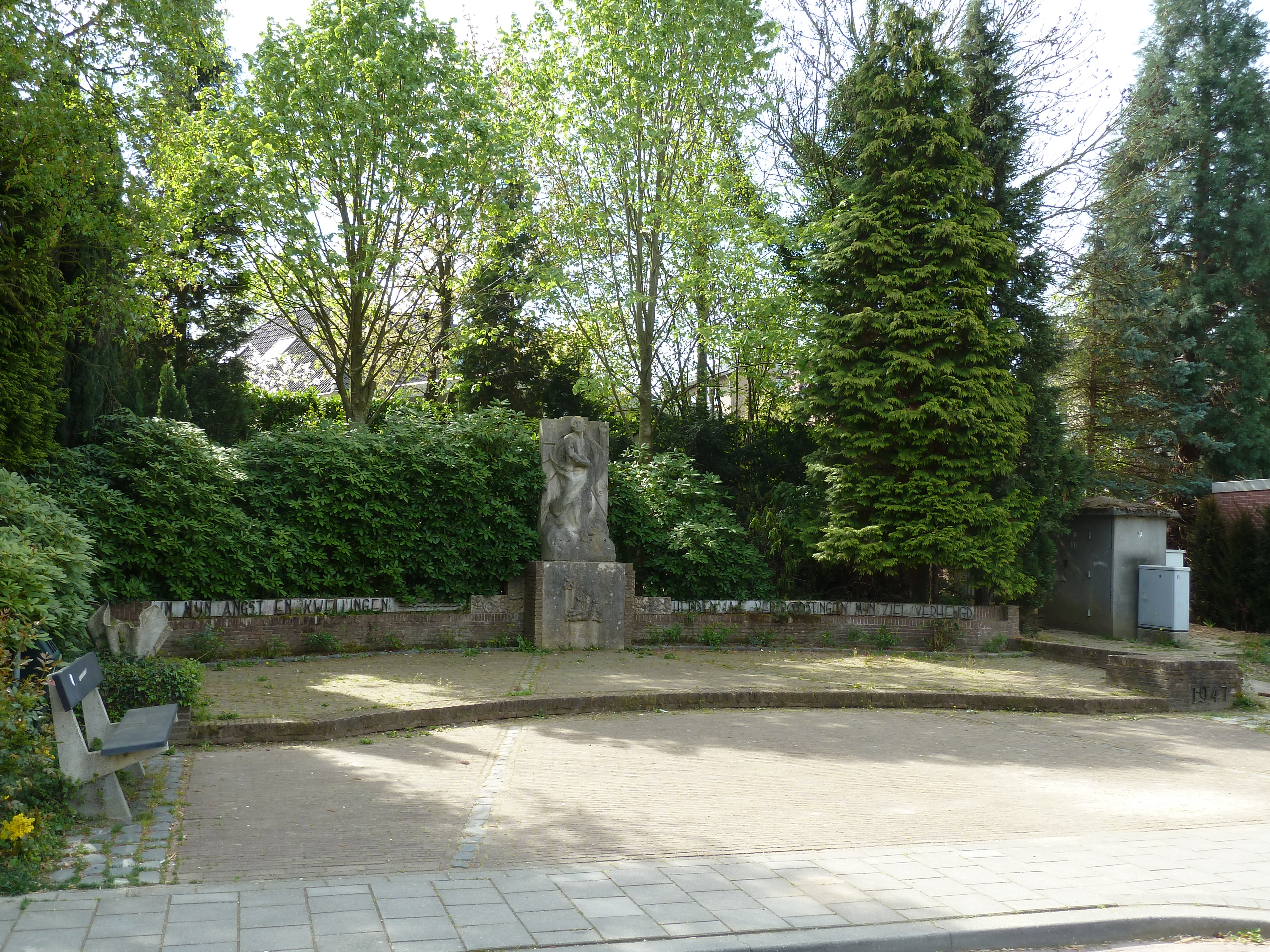